# Departamento Mayor Luis Jorge Fontana
Mayor Luis Jorge Fontana es un departamento en la provincia del Chaco, Argentina. Según el censo de 2010, su población era de 56 066 habitantes, lo que le convertía en el quinto departamento más poblado. Su denominación anterior fue Cabo Mayor Farina.

## Superficie y límites
El departamento tiene una superficie de 3708 km² y limita al norte con los departamentos de O´Higgins, Chacabuco y San Lorenzo, al este con el departamento Tapenagá, al oeste con los departamentos Doce de Octubre, 2 de Abril y Fray Justo Santa María de Oro y al sur con la provincia de Santa Fe. 